# David Emmanuel
David Emmanuel (31 de Janeiro de 1854 - 4 de Fevereiro de 1941) foi um matemático judeu romeno e membro de honra da Academia Romena, considerado o fundador da moderna escola de matemática na Romênia.
Recebeu seu PhD em matemática da Universidade de Paris (Sorbonne) em 1879 com uma teoria sobre o estudo de integrais abelianas da terceira espécie, tornando-se o segundo Romeno de ter um PhD em matemática de Sorbonne (o primeiro foi Spiru Haret). David Emmanuel foi o presidente do primeiro Congresso de Matemáticos Romenos, realizado em 1929 em Cluj.
Em 1882, David Emmanuel tornou-se professor de álgebra e teoria da função na Faculdade de Ciências da Universidade de Bucareste. Lá, em 1888, realizou os primeiros cursos sobre teoria dos grupos e teoria de Galois. Entre seus alunos estavam Gheorghe Țițeica, Traian Lalescu e Simion Stoilow. Emmanuel teve um papel importante na introdução da matemática moderna e da abordagem rigorosa da matemática na Romênia.